# Acrotomodes casta
Acrotomodes casta là một loài bướm đêm trong họ Geometridae.